# Адміністративна реформа в Естонії (2017)
Адміністративна реформа в Естонії 2017 року — адміністративно-територіальна реформа місцевого самоврядування, що завершилась у 2017 році. Мета адміністративної реформи — забезпечити ефективність самоврядування в питаннях надання громадських послуг, використання переваг для розвитку регіонів та підвищення конкурентоспроможності, а також забезпечити більш рівномірний регіональний розвиток. Для виконання мети реформи передбачалося зміна адміністративно-територіальної організації волостей і міст, а саме укрупнення одиниць самоврядування шляхом добровільного, а в деяких випадках, і примусового злиття. У результаті реформи кількість місцевих самоврядувань зменшилася з 213 (30 міських та 183 волосні) до 79: 15 міст-муніципалітетів та 64 волості.

## Підготовка та проведення реформи
6 липня 2016 року Рійґікоґу прийняв Закон про адміністративну реформу, згідно з яким на території місцевого самоврядування має проживати не менш ніж 5 000 чоловік. За прийняття закону проголосували 56 депутатів, проти — 38.
Органам самоврядування була дана можливість до кінця 2016 року ухвалити рішення про добровільне об'єднання. З 213 чинних на той момент самоврядувань 160 ухвалили рішення про добровільне злиття на етапі ініціативи місцевих органів. Варіанти об'єднання решти самоврядувань визначив Уряд Республіки.
Злиття самоврядувань супроводжувалося зміною повітових кордонів, коли з одного повіту волость або її частина приєднувалася до самоврядування, підпорядкованого іншому повіту. Однойменні села, що потрапляли при об'єднанні волостей до одного і того ж самоврядування, отримували нові назви.
15 жовтня 2017 року в Естонії відбулися вибори в органи місцевого самоврядування. Адміністративно-територіальні зміни набули чинності в день оголошення результатів виборів (тобто на наступний день після опублікування рішення про реєстрацію членів місцевих рад).

## Зміни в адміністративному поділі Естонії
| Повіт         | Чинна одиниця самоврядування | Чинна одиниця самоврядування | Дата об'єднання | Утворили чинну одиницю самоврядування                                                              | Утворили чинну одиницю самоврядування |
| Повіт         | Чинна одиниця самоврядування | Чинна одиниця самоврядування | Дата об'єднання | волості                                                                                            | міста-муніципалітети                  |
| ------------- | ---------------------------- | ---------------------------- | --------------- | -------------------------------------------------------------------------------------------------- | ------------------------------------- |
| Валґамаа      | Валґа                        | волость                      | 22.10.2017      | Иру, Карула, Тагева, Тиллісте                                                                      | Валґа                                 |
| Валґамаа      | Отепяе                       | волость                      | 21.10.2017      | Отепяе, Палупера (частина), Пука (частина), Санґасте                                               |                                       |
| Валґамаа      | Тирва                        | волость                      | 21.10.2017      | Гелме, Гуммулі, Пидрала, Пука (частина)                                                            | Тирва                                 |
| Вирумаа       | Антсла                       | волость                      | 21.10.2017      | Антсла, Урвасте                                                                                    |                                       |
| Вирумаа       | Виру                         | волость                      | 21.10.2017      | Вастселійна, Виру, Ласва, Симерпалу, Орава                                                         |                                       |
| Вирумаа       | Виру                         | місто                        |                 | | Виру                                  |
| Вирумаа       | Риуґе                        | волость                      | 21.10.2017      | Варсту, Гаанья, Міссо (частина), Миністе, Риуґе                                                    |                                       |
| Вирумаа       | Сетомаа                      | волость                      | 21.10.2017      | Меремяе, Міссо (частина), Вярска, Мікітамяе                                                        |                                       |
| Вільяндімаа   | Вільянді                     | волость                      | 25.10.2017      | Вільянді, Колґа-Яані, Тарвасту                                                                     |                                       |
| Вільяндімаа   | Вільянді                     | місто                        |                 | | Вільянді                              |
| Вільяндімаа   | Мулґі                        | волость                      | 24.10.2017      | Аб'я, Галлісте, Карксі                                                                             | Мийзакюла                             |
| Вільяндімаа   | Пиг'я-Сакала                 | волость                      | 21.10.2017      | Кио, Кипу, Сууре-Яані                                                                              | Вигма                                 |
| Гар'юмаа      | Анія                         | волость                      | 21.10.2017      | Аеґвійду, Анія                                                                                     |                                       |
| Гар'юмаа      | Віймсі                       | волость                      |                 | Віймсі                                                                                             |                                       |
| Гар'юмаа      | Гарку                        | волость                      |                 | Гарку                                                                                              |                                       |
| Гар'юмаа      | Йиелягтме                    | волость                      |                 | Йиелягтме                                                                                          |                                       |
| Гар'юмаа      | Кейла                        | місто                        |                 | | Кейла                                 |
| Гар'юмаа      | Кійлі                        | волость                      |                 | Кійлі                                                                                              |                                       |
| Гар'юмаа      | Козе                         | волость                      |                 | Козе                                                                                               |                                       |
| Гар'юмаа      | Куусалу                      | волость                      |                 | Куусалу                                                                                            |                                       |
| Гар'юмаа      | Локса                        | місто                        |                 | | Локса                                 |
| Гар'юмаа      | Ляене-Гар'ю                  | волость                      | 24.10.2017      | Вазалемма, Кейла, Падізе                                                                           | Палдіскі                              |
| Гар'юмаа      | Маарду                       | місто                        |                 | | Маарду                                |
| Гар'юмаа      | Раазіку                      | волость                      |                 | Раазіку                                                                                            |                                       |
| Гар'юмаа      | Рае                          | волость                      |                 | Рае                                                                                                |                                       |
| Гар'юмаа      | Саку                         | волость                      |                 | Саку                                                                                               |                                       |
| Гар'юмаа      | Сауе                         | волость                      | 24.10.2017      | Керну, Ніссі, Сауе                                                                                 | Сауе                                  |
| Гар'юмаа      | Таллінн                      | місто                        |                 | | Таллінн                               |
| Гійумаа       | Гійумаа                      | волость                      | 25.10.2017      | Гійу, Еммасте, Кяйна, Пюгалепа                                                                     |                                       |
| Іда-Вірумаа   | Алутаґузе                    | волость                      | 24.10.2017      | Алайие, Ійзаку, Іллука, Мяетаґузе, Тудулінна                                                       |                                       |
| Іда-Вірумаа   | Йигві                        | волость                      |                 | Йигві                                                                                              |                                       |
| Іда-Вірумаа   | Кохтла-Ярве                  | місто                        |                 | | Кохтла-Ярве                           |
| Іда-Вірумаа   | Люґанузе                     | волость                      | 21.10.2017      | Люґанузе, Сонда                                                                                    | Ківіилі, Пюссі                        |
| Іда-Вірумаа   | Нарва                        | місто                        |                 | | Нарва                                 |
| Іда-Вірумаа   | Нарва-Йиесуу                 | місто                        | 21.10.2017      | Вайвара                                                                                            | Нарва-Йиесуу                          |
| Іда-Вірумаа   | Тойла                        | волость                      | 21.10.2017      | Кохтла, Кохтла-Нимме, Тойла                                                                        |                                       |
| Іда-Вірумаа   | Сілламяе                     | місто                        |                 | | Сілламяе                              |
| Йиґевамаа     | Йиґева                       | волость                      | 24.10.2017      | Йиґева, Паламузе, Торма                                                                            | Йиґева                                |
| Йиґевамаа     | Муствее                      | волость                      | 25.10.2017      | Сааре, Казепяе, Авінурме, Логусуу                                                                  | Муствее                               |
| Йиґевамаа     | Пилтсамаа                    | волость                      | 21.10.2017      | Паюзі, Пуурмані, Пилтсамаа                                                                         | Пилтсамаа                             |
| Ляене-Вірумаа | Вінні                        | волость                      | 25.10.2017      | Вінні, Лаеквере, Ряґавере                                                                          |                                       |
| Ляене-Вірумаа | Віру-Ніґула                  | волость                      | 21.10.2017      | Віру-Ніґула, Азері                                                                                 | Кунда                                 |
| Ляене-Вірумаа | Вяйке-Маар'я                 | волость                      | 03.11.2017      | Вяйке-Маар'я, Ракке                                                                                |                                       |
| Ляене-Вірумаа | Гальяла                      | волость                      | 25.10.2017      | Вігула, Гальяла                                                                                    |                                       |
| Ляене-Вірумаа | Кадріна                      | волость                      |                 | Кадріна                                                                                            |                                       |
| Ляене-Вірумаа | Раквере                      | волость                      | 21.10.2017      | Раквере, Симеру                                                                                    |                                       |
| Ляене-Вірумаа | Раквере                      | місто                        |                 | | Раквере                               |
| Ляене-Вірумаа | Тапа                         | волость                      | 21.10.2017      | Тамсалу, Тапа                                                                                      |                                       |
| Ляенемаа      | Вормсі                       | волость                      |                 | Вормсі                                                                                             |                                       |
| Ляенемаа      | Хаапсалу                     | місто                        | 24.10.2017      | Рідала                                                                                             | Хаапсалу                              |
| Ляенемаа      | Ляене-Ніґула                 | волость                      | 21.10.2017      | Кулламаа, Ляене-Ніґула, Мартна, Нива, Ноароотсі                                                    |                                       |
| Пилвамаа      | Канепі                       | волость                      | 21.10.2017      | Киллесте, Канепі, Валґ'ярве                                                                        |                                       |
| Пилвамаа      | Пилва                        | волость                      | 22.10.2017      | Аг'я, Вастсе-Куусте, Лагеда, Моосте, Пилва                                                         |                                       |
| Пилвамаа      | Ряпіна                       | волость                      | 22.10.2017      | Веріора, Ряпіна, Меексі (частина)                                                                  |                                       |
| Пярнумаа      | Гяедемеесте                  | волость                      | 24.10.2017      | Гяедемеесте, Тагкуранна                                                                            |                                       |
| Пярнумаа      | Кігну                        | волость                      |                 | Кігну                                                                                              |                                       |
| Пярнумаа      | Ляенеранна                   | волость                      | 24.10.2017      | Варбла, Коонґа, Ганіла, Лігула                                                                     |                                       |
| Пярнумаа      | Пиг'я-Пярнумаа               | волость                      | 21.10.2017      | Вяндра (волость), Вяндра (містечко), Галінґа, Тоотсі                                               |                                       |
| Пярнумаа      | Пярну                        | місто                        | 01.11.2017      | Аудру, Пайкузе, Тистамаа                                                                           | Пярну                                 |
| Пярнумаа      | Саарде                       | волость                      | 21.10.2017      | Саарде, Сур'ю                                                                                      |                                       |
| Пярнумаа      | Торі                         | волость                      | 11.11.2017      | Аре, Сауґа, Торі                                                                                   | Сінді                                 |
| Рапламаа      | Кегтна                       | волость                      | 20.10.2017      | Кегтна, Ярваканді                                                                                  |                                       |
| Рапламаа      | Когіла                       | волость                      |                 | Когіла                                                                                             |                                       |
| Рапламаа      | Мяр'ямаа                     | волость                      | 21.10.2017      | Віґала, Мяр'ямаа, Райккюла (частина)                                                               |                                       |
| Рапламаа      | Рапла                        | волость                      | 21.10.2017      | Кайу, Райккюла (частина), Рапла, Юуру                                                              |                                       |
| Сааремаа      | Мугу                         | волость                      |                 | Мугу                                                                                               |                                       |
| Сааремаа      | Ругну                        | волость                      |                 | Ругну                                                                                              |                                       |
| Сааремаа      | Сааремаа                     | волость                      | 21.10.2017      | Вальяла, Кігелконна, Лаймяла, Лейзі, Ляене-Сааре, Мустьяла, Оріссааре, Пєйде, Пігтла, Салме, Торґу | Курессааре                            |
| Тартумаа      | Елва                         | волость                      | 24.10.2017      | Конґута, Пуг'я, Ранну, Ринґу, Палупера (частина), Пука (частина)                                   | Елва                                  |
| Тартумаа      | Камб'я                       | волость                      | 21.10.2017      | Камб'я, Юленурме                                                                                   |                                       |
| Тартумаа      | Кастре                       | волость                      | 24.10.2017      | Винну, Гааслава, Мякса, Меексі (частина)                                                           |                                       |
| Тартумаа      | Луунья                       | волость                      |                 | Луунья                                                                                             |                                       |
| Тартумаа      | Нио                          | волость                      |                 | Нио                                                                                                |                                       |
| Тартумаа      | Пейпсіяере                   | волость                      | 23.10.2017      | Алатсківі, Вара, Пейпсіяере, Пала                                                                  | Калласте                              |
| Тартумаа      | Тарту                        | волость                      | 25.10.2017      | Лаева, Пійріссааре, Табівере, Тарту                                                                |                                       |
| Тартумаа      | Тарту                        | місто                        | 01.11.2017      | Тягтвере                                                                                           | Тарту                                 |
| Ярвамаа       | Пайде                        | місто                        | 25.10.2017      | Пайде, Роосна-Алліку                                                                               | Пайде                                 |
| Ярвамаа       | Тюрі                         | волость                      | 22.10.2017      | Вяетса, Тюрі, Кяру                                                                                 |                                       |
| Ярвамаа       | Ярва                         | волость                      | 21.10.2017      | Албу, Амбла, Імавере, Кареда, Коеру, Койґі, Ярва-Яані                                              |                                       |